# Racing (album)
Pour les articles homonymes, voir Racing.
Albums de Loudness
Terror
(2004) Breaking the Taboo
(2006)
Racing est le 19e album studio du groupe Loudness sorti d'abord en 2004 en version Japonaise, et l'année suivante en Anglais.

## Liste des morceaux
| No  | Titre                         | Durée |
| --- | ----------------------------- | ----- |
| 1.  | Racing                        |       |
| 2.  | Exultation                    |       |
| 3.  | Lunatic                       |       |
| 4.  | Believe It Or Not             |       |
| 5.  | Power Generation              |       |
| 6.  | Speed Maniac                  |       |
| 7.  | Live For The Moment           |       |
| 8.  | Crazy Samurai (Album Version) |       |
| 9.  | Telomerase                    |       |
| 10. | Tomorrow Is Not Promised      |       |
| 11. | Misleading Man                |       |
| 12. | R.I.P. (Album Version)        |       |
| 13. | Don't Know Nothing            |       |
| 14. | Unknown Civilians             |       |

### Musiciens
- Minoru Niihara - Chants
- Akira Takasaki - Guitare
- Masayoshi Yamashita - Basse
- Munetaka Higuchi - Batterie